# Giải Quả cầu vàng lần thứ 72
Giải Quả cầu vàng
lần thứ 72

ngày 11 tháng 1 năm 2015
Phim hay nhất  – Chính kịch: 

 Boyhood 
Phim hay nhất  – Nhạc kịch hoặc hài: 

 The Grand Budapest Hotel
Phim truyền hình hay nhất  – chính kịch: 

The Affair 
Phim truyền hình hay nhất  – nhạc kịch hoặc hài: 

Transparent
Phim truyền hình một tập hoặc loạt phim ngắn tập: 

Fargo
Giải Quả cầu vàng lần thứ 72, vinh danh những tác phẩm điện ảnh và truyền hình xuất sắc nhất của năm 2014, được truyền hình trực tiếp từ Khách sạn Beverly Hilton ở Beverly Hills, California vào ngày 11 tháng 1 năm 2015 bởi đài NBC. Lễ trao giải do công ty Dick Clark Productions hợp tác cùng Hiệp hội báo chí nước ngoài ở Hollywood sản xuất. George Clooney được trao giải cống hiến trọn đời Cecil B. DeMille vào ngày 14 tháng 9 năm 2014. Tina Fey và Amy Poehler đồng dẫn chương trình lần thứ ba liên tiếp. Các đề cử được công bố vào ngày 11 tháng 12 năm 2014 bởi Kate Beckinsale, Peter Krause, Paula Patton và Jeremy Piven. The Affair, Birdman, Boyhood, Fargo, The Theory of Everything, và Transparent là những phim nhận được nhiều hơn một giải thưởng.

## Giải thưởng và đề cử

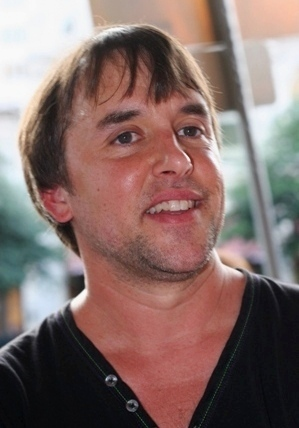
Richard Linklater, giải Đạo diễn xuất sắc nhất

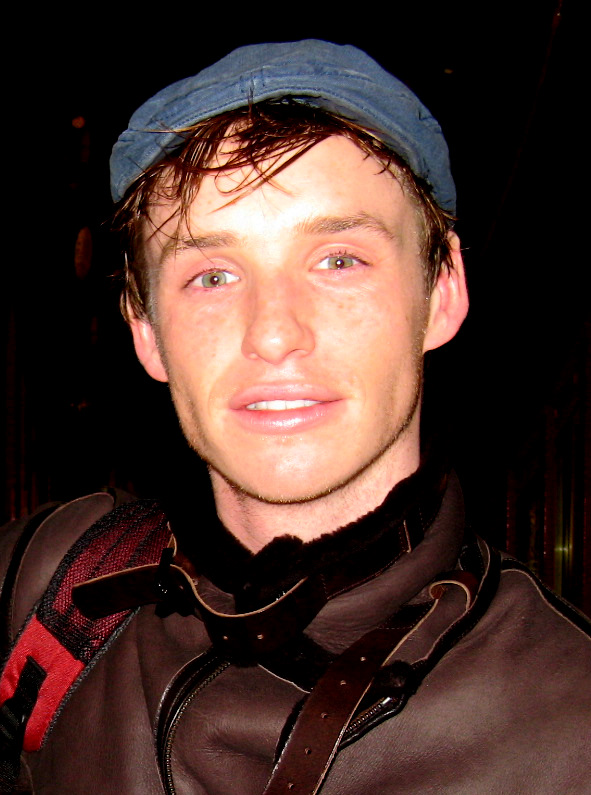
Eddie Redmayne, giải Nam diễn viên chính xuất sắc nhất thể loại phim chính kịch

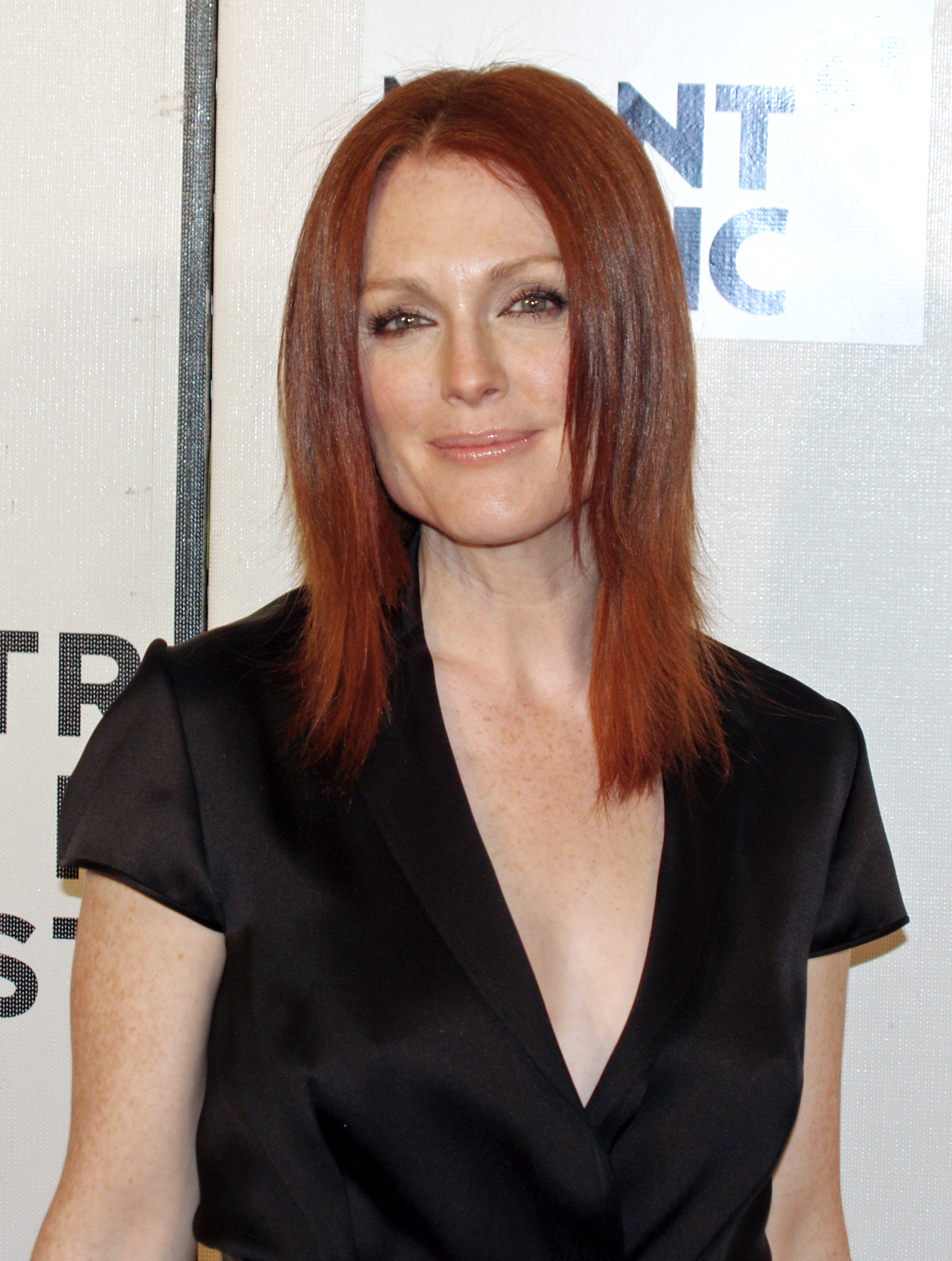
Julianne Moore, giải Nữ diễn viên chính xuất sắc nhất thể loại phim chính kịch

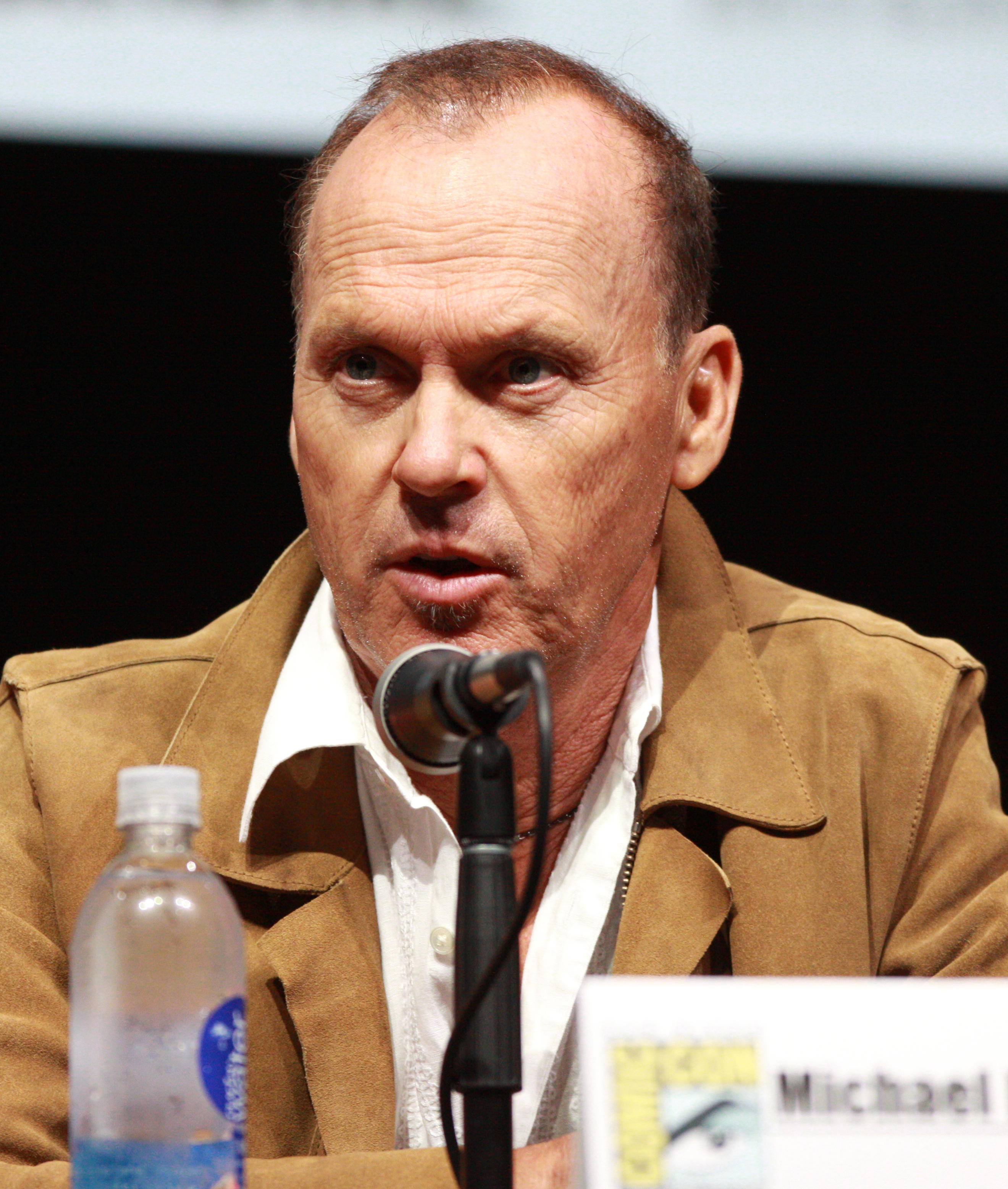
Michael Keaton, giải Nam diễn viên chính xuất sắc nhất thể loại hài hoặc nhạc kịch

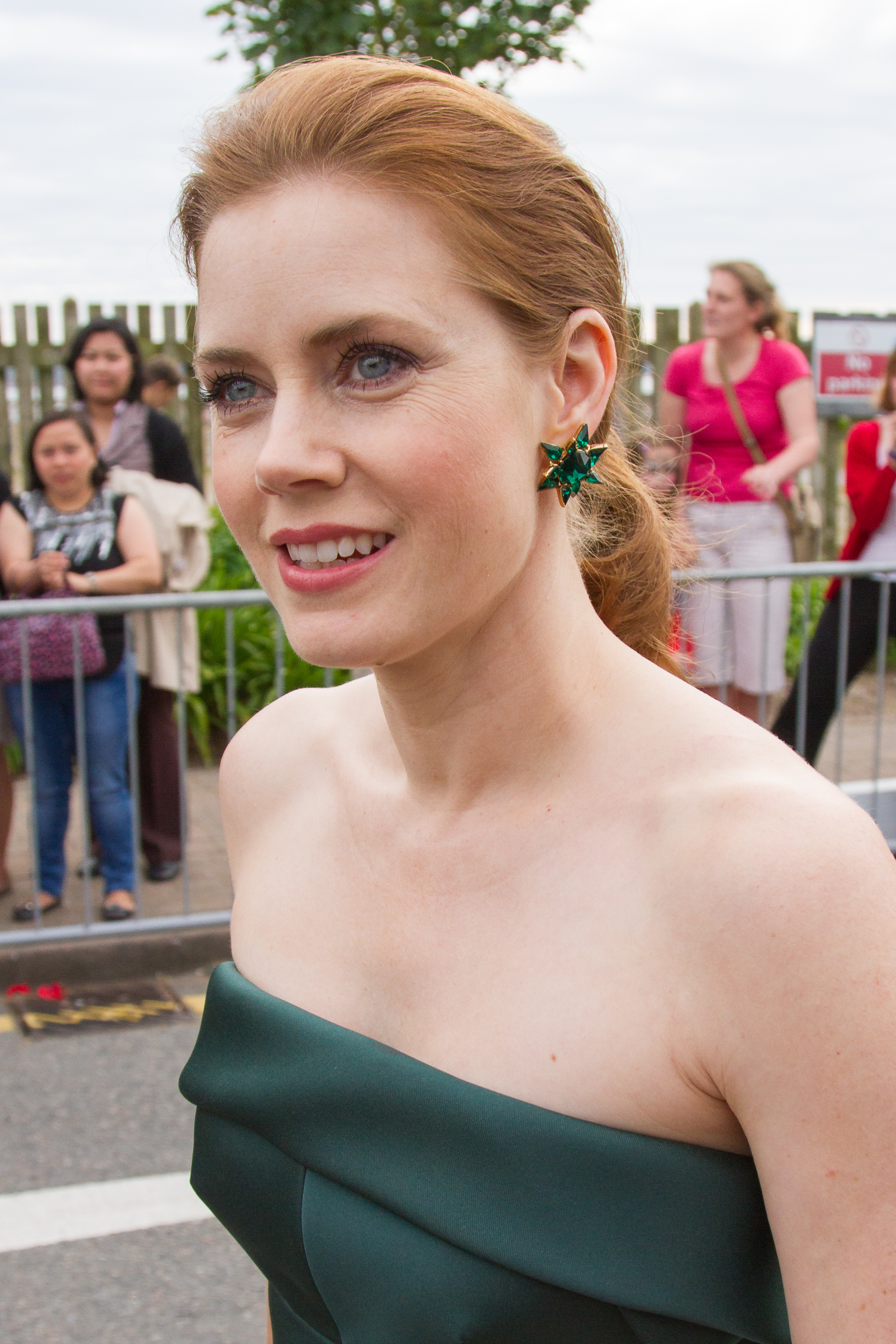
Amy Adams, giải Nữ diễn viên chính xuất sắc nhất thể loại hài hoặc nhạc kịch

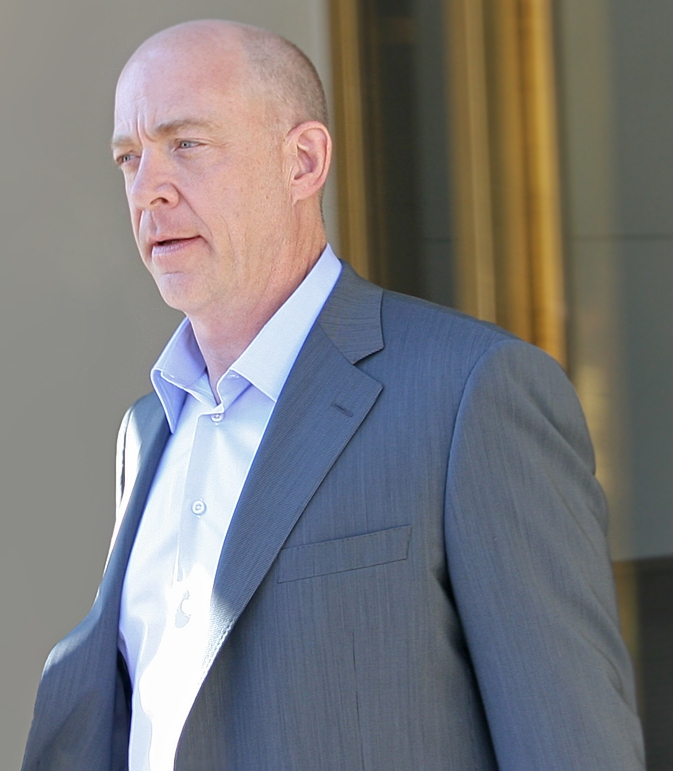
J. K. Simmons, Giải Nam diễn viên phụ xuất sắc nhất

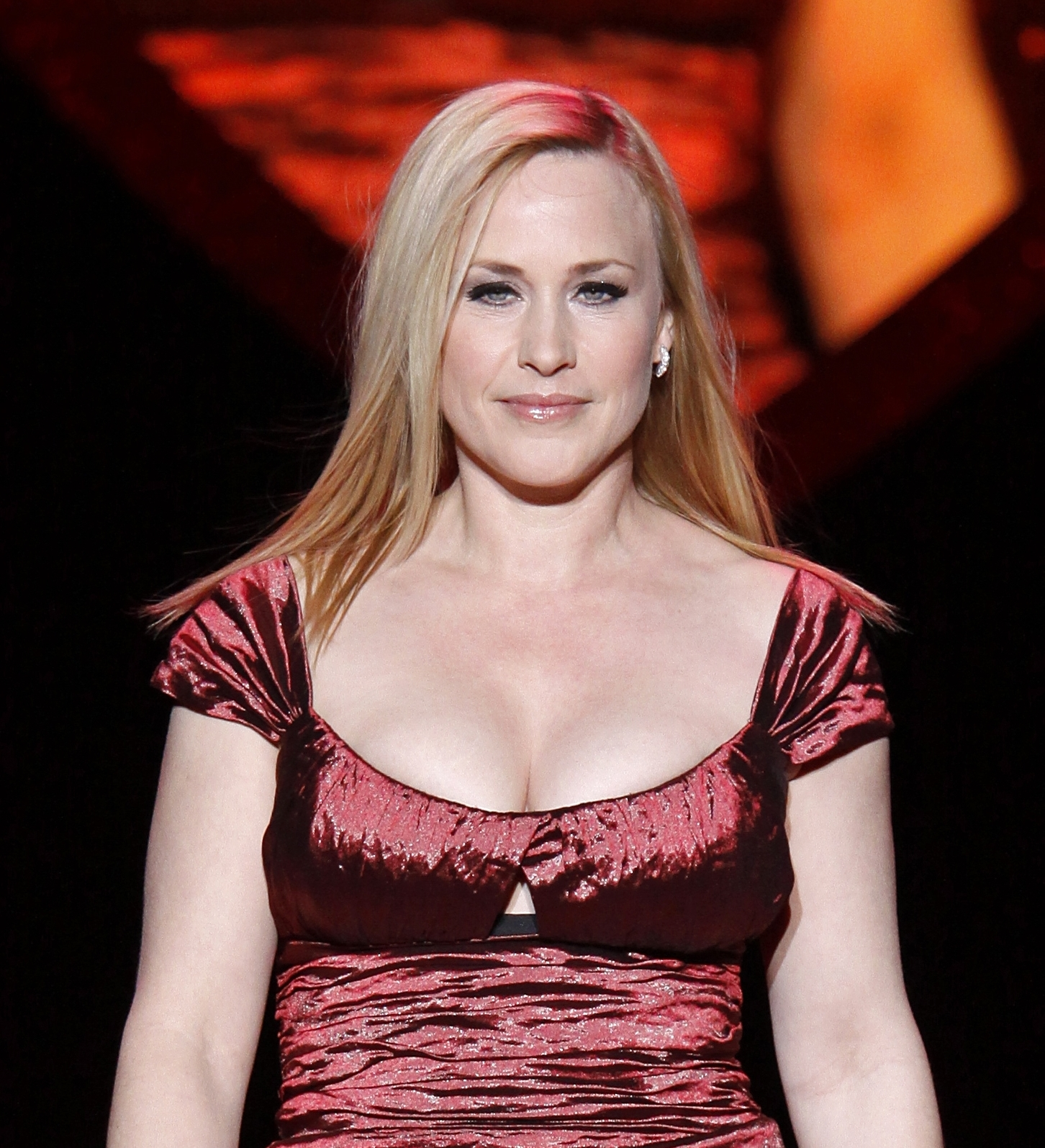
Patricia Arquette, giải Nữ diễn viên phụ xuất sắc nhất

Dưới đây là danh sách đề cử giải Quả cầu vàng lần thứ 72. Phim/người giành giải được in đậm.

### Phim điện ảnh
| Phim hay nhất | Phim hay nhất |
| Chính kịch | Hài hoặc nhạc kịch |
| --- | --- |
| - Boyhood - Foxcatcher - The Imitation Game - Selma - The Theory of Everything | - The Grand Budapest Hotel - Birdman - Into the Woods - Pride - St. Vincent |
| Diễn xuất trong phim chính kịch | |
| Nam diễn viên chính | Nữ diễn viên chính |
| - Eddie Redmayne – The Theory of Everything vai Stephen Hawking - Steve Carell – Foxcatcher vai John Eleuthère du Pont - Benedict Cumberbatch – The Imitation Game vai Alan Turing - Jake Gyllenhaal – Nightcrawler vai Louis "Lou" Bloom - David Oyelowo – Selma vai Martin Luther King, Jr. | - Julianne Moore – Still Alice vai Dr. Alice Howland - Jennifer Aniston – Cake vai Claire Simmons - Felicity Jones – The Theory of Everything vai Jane Hawking - Rosamund Pike – Gone Girl vai Amy Elliott-Dunne - Reese Witherspoon – Wild vai Cheryl Strayed          |
| Diễn xuất trong phim hài hoặc nhạc kịch | |
| Nam diễn viên | Nữ diễn viên |
| - Michael Keaton – Birdman vai Riggan Thomson - Ralph Fiennes – The Grand Budapest Hotel vai Monsieur Gustave H. - Bill Murray – St. Vincent vai Vincent MacKenna - Joaquin Phoenix – Inherent Vice vai Larry "Doc" Sportello - Christoph Waltz – Big Eyes vai Walter Keane                   | - Amy Adams – Big Eyes vai Margaret Keane - Emily Blunt – Into the Woods vai Vợ người thợ làm bánh - Helen Mirren – The Hundred-Foot Journey vai Madame Mallory - Julianne Moore – Maps to the Stars vai Havana Segrand - Quvenzhané Wallis – Annie vai Annie Bennett   |
| Diễn xuất phụ trong phim chính kịch, hài hoặc nhạc kịch | |
| Nam diễn viên phụ | Nữ diễn viên phụ |
| - J. K. Simmons – Whiplvaih vai Terence Fletcher - Robert Duvall – The Judge vai Judge Joseph Palmer - Ethan Hawke – Boyhood vai Mvaion Evans, Sr. - Edward Norton – Birdman vai Mike Shiner - Mark Ruffalo – Foxcatcher vai Dave Schultz                                                     | - Patricia Arquette – Boyhood vai Olivia Evans - Jessica Chvaitain – A Most Violent Year vai Anna Morales - Keira Knightley – The Imitation Game vai Joan Clarke - Emma Stone – Birdman vai Sam Thomson - Meryl Streep – Into the Woods vai Mụ phù thủy                 |
| Khác | |
| Đạo diễn xuất sắc nhất | Kịch bản hay nhất |
| - Richard Linklater – Boyhood - Wes Anderson – The Grand Budapest Hotel - Ava DuVernay – Selma - David Fincher – Gone Girl - Alejandro González Iñárritu – Birdman | - Alejandro González Iñárritu, Nicolás Giacobone, Armando Bo, Alexander Dinelaris, Jr. – Birdman - Wes Anderson – The Grand Budapest Hotel - Gillian Flynn – Gone Girl - Richard Linklater – Boyhood - Graham Moore – The Imitation Game                                |
| Nhạc phim hay nhất | Ca khúc trong phim hay nhất |
| - Jóhann Jóhannsson – The Theory of Everything - Alexandre Desplat – The Imitation Game - Trent Reznor và Atticus Ross – Gone Girl - Antonio Sánchez – Birdman - Hans Zimmer – Interstellar                                                                                                   | - "Glory" (John Legend và Common) – Selma - "Big Eyes" (Lana Del Rey) – Big Eyes - "Mercy Is" (Patti Smith và Lenny Kaye) – Noah - "Opportunity" (Greg Kurstin, Sia Furler, Will Gluck) – Annie - "Yellow Flicker Beat" (Lorde) – The Hunger Games: Mockingjay – Part 1 |
| Phim hoạt hình hay nhất | Phim ngoại ngữ hay nhất |
| - How to Train Your Dragon 2 - Big Hero 6 - The Book of Life - The Boxtrolls - The Lego Movie | - Leviathan (Nga) - Force Majeure (Thụy Điển) - Gett: The Trial of Viviane Amsalem (Israel) - Ida (Phần Lan/Đan Mạch) - Tangerines (Estonia) |

### Phim có nhiều đề cử
12 phim dưới đây nhận được nhiều hơn một đề cử:
| Số đề cử | Phim                     |
| -------- | ------------------------ |
| 7        | Birdman                  |
| 5        | Boyhood                  |
| 5        | The Imitation Game       |
| 4        | Gone Girl                |
| 4        | Selma                    |
| 4        | The Grand Budapest Hotel |
| 4        | The Theory of Everything |
| 3        | Big Eyes                 |
| 3        | Foxcatcher               |
| 3        | Into the Woods           |
| 2        | Annie                    |
| 2        | St. Vincent              |

### Phim thắng nhiều giải
3: Boyhood
2: Birdman, The Theory of Everything

### Truyền hình
| Phim truyền hình hay nhất | Phim truyền hình hay nhất |
| Phim truyền hình chính kịch | Ca nhạc hoặc hài |
| --- | --- |
| - The Affair - Downton Abbey - Game of Thrones - The Good Wife - House of Cards | - Transparent - Girls - Jane the Virgin - Orange Is the New Black - Silicon Valley |
| Diễn xuất trong phim truyền hình chính kịch | |
| Nam diễn viên | Nữ diễn viên |

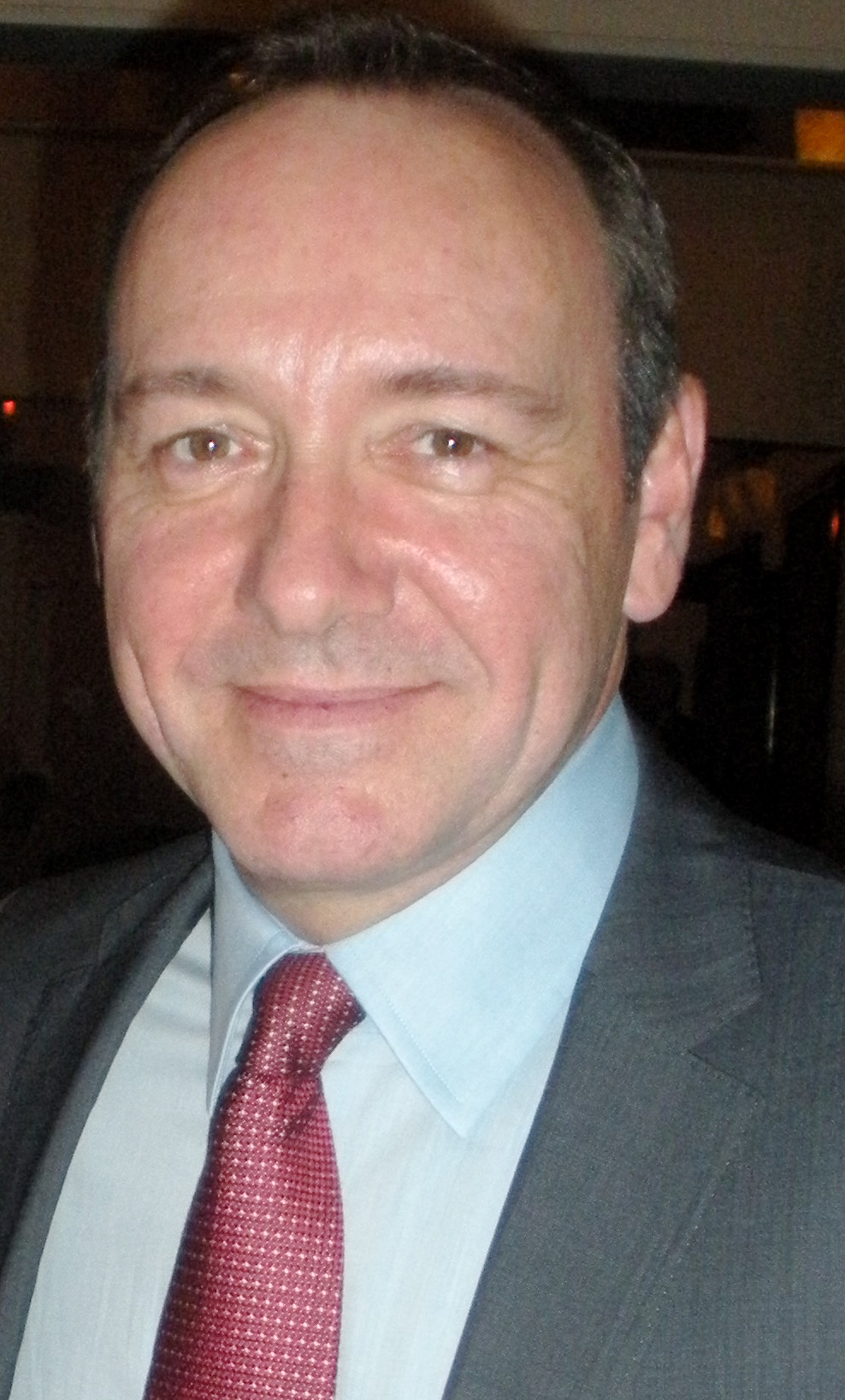
Kevin Spacey, giải Nam diễn viên chính xuất sắc nhất phim truyền hình chính kịch

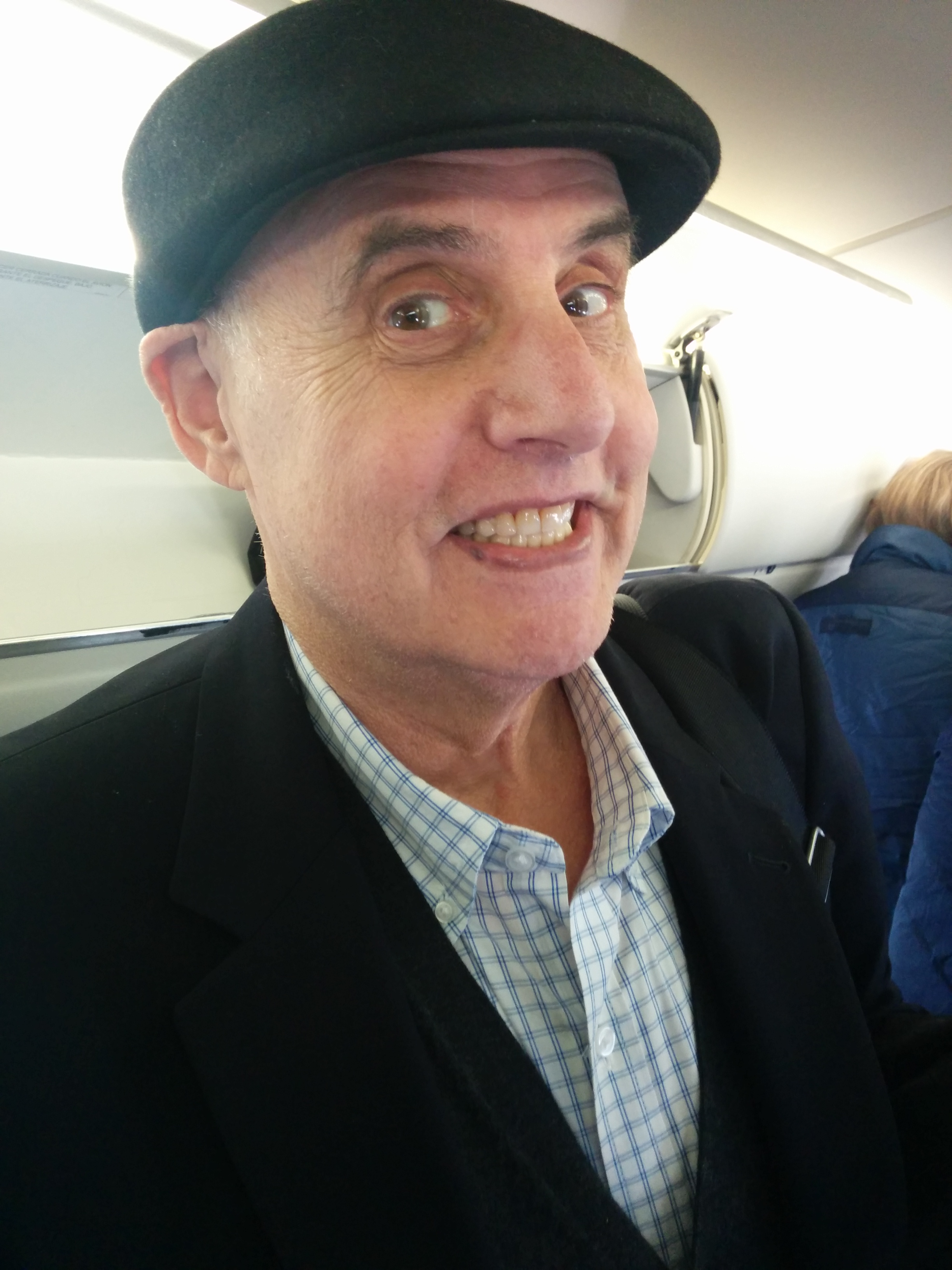
Jeffrey Tambor, giải Nam diễn viên chính xuất sắc nhất phim truyền hình hài hoặc nhạc kịch

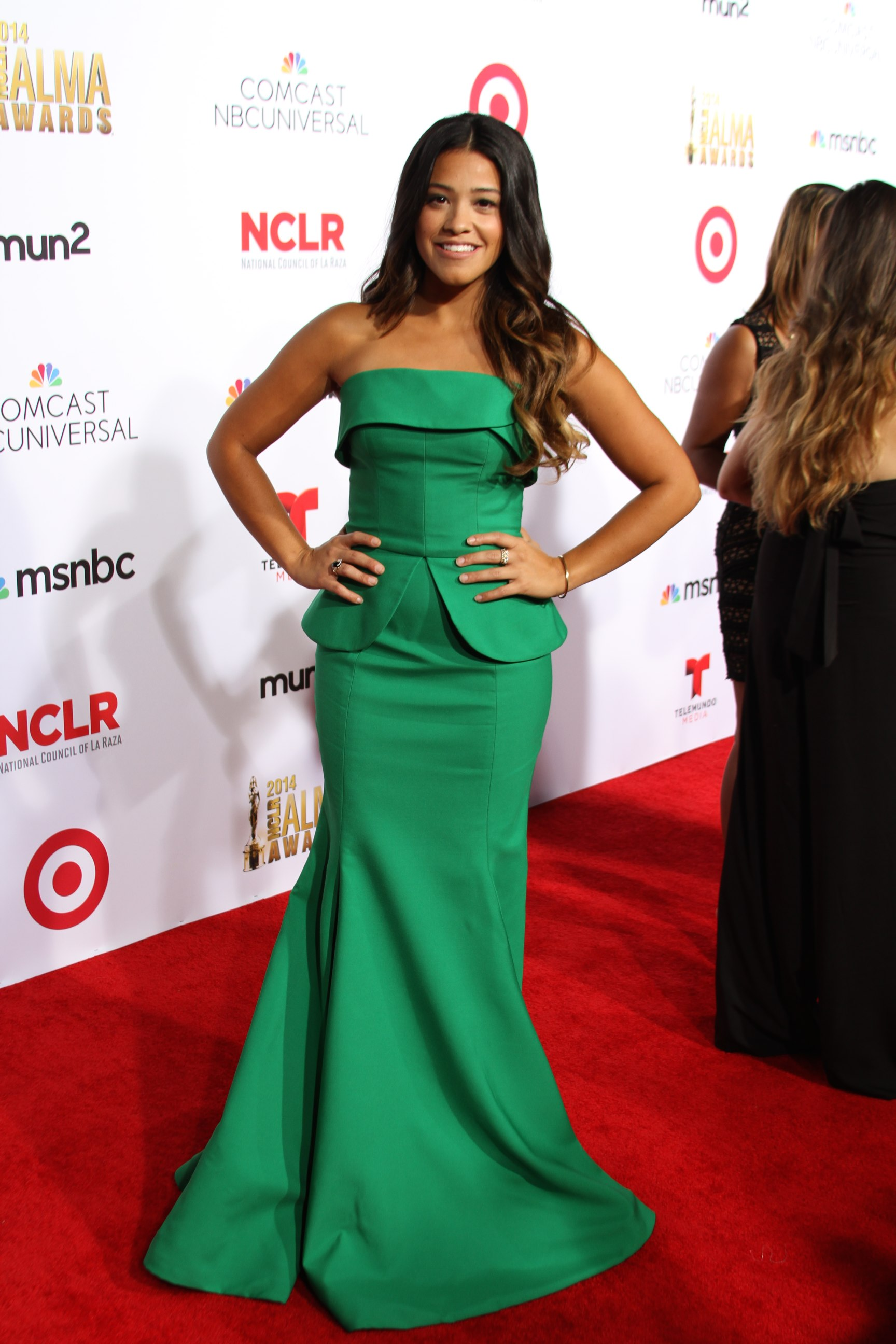
Gina Rodriguez, giải Nữ diễn viên chính xuất sắc nhất phim truyền hình hài hoặc nhạc kịch

| - Kevin Spacey – House of Cards vai Francis Underwood - Clive Owen – The Knick vai Dr. John "Thack" Thackery - Liev Schreiber – Ray Donovan vai Ray Donovan - James Spader – The Blacklist vai Raymond "Red" Reddington - Dominic West – The Affair vai Noah Solloway   | - Ruth Wilson – The Affair vai Alison Lockhart - Claire Danes – Homeland vai Carrie Mathison - Viola Davis – How to Get Away With Murder vai Professor Annalise Keating, J.D. - Julianna Margulies – The Good Wife vai Alicia Florrick - Robin Wright – House of Cards vai Claire Underwood                                       |
| Diễn xuất trong phim truyền hình ca nhạc hoặc hài | |
| Nam diễn viên | Nữ diễn viên |
| - Jeffrey Tambor – Transparent vai Maura Pfefferman - Louis C. K. – Louie vai Louie - Don Cheadle – House of Lies vai Marty Kaan - Ricky Gervais – Derek vai Derek Noakes - William H. Macy – Shameless vai Frank Gallagher                                             | - Gina Rodriguez – Jane the Virgin vai Jane Gloriana Villanueva - Lena Dunham – Girls vai Hannah Horvath - Edie Falco – Nurse Jackie vai Jackie Peyton - Julia Louis-Dreyfus – Veep vai Vice President Selina Meyer - Taylor Schilling – Orange Is the New Black vai Piper Chapman                                                |
| Diễn xuất trong phim truyền hình một tập hoặc loạt phim ngắn tập | |
| Nam diễn viên | Nữ diễn viên |
| - Billy Bob Thornton – Fargo vai Lorne Malvo - Martin Freeman – Fargo vai Lester Nygaard - Woody Harrelson – True Detective vai Detective Martin Hart - Matthew McConaughey – True Detective vai Detective Rustin Cohle - Mark Ruffalo – The Normal Heart vai Ned Weeks | - Maggie Gyllenhaal – The Honourable Woman vai Nessa Stein, Baroness Stein of Tilbury - Jessica Lange – American Horror Story: Freak Show vai Elsa Mars - Frances McDormand – Olive Kitteridge vai Olive Kitteridge - Frances O'Connor – The Missing vai Emily Hughes / Walsh - Allison Tolman – Fargo vai Deputy Molly Solverson |
| Diễn xuất phụ trong phim truyền hình, phim truyền hình một tập hoặc loạt phim ngắn tập | |
| Nam diễn viên phụ | Nữ diễn viên phụ |
| - Matt Bomer – The Normal Heart vai Felix Turner - Alan Cumming – The Good Wife vai Eli Gold - Colin Hanks – Fargo vai Officer Gus Grimly - Bill Murray – Olive Kitteridge vai Jack Kennison - Jon Voight – Ray Donovan vai Mickey Donovan                              | - Joanne Froggatt – Downton Abbey vai Anna Bates - Uzo Aduba – Orange Is the New Black vai Suzanne "Crazy Eyes" Warren - Kathy Bates – American Horror Story: Freak Show vai Ethel Darling - Allison Janney – Mom vai Bonnie Plunkett - Michelle Monaghan – True Detective vai Maggie Hart                                        |
| Phim truyền hình một tập hoặc loạt phim ngắn tập hay nhất | |
| - Fargo - The Missing - The Normal Heart - Olive Kitteridge - True Detective | |

### Phim truyền hình được nhiều đề cử
15 phim truyền hình dưới đây nhận được nhiều hơn 1 đề cử:
| Số đề cử | Phim truyền hình                  |
| -------- | --------------------------------- |
| 5        | Fargo                             |
| 4        | True Detective                    |
| 3        | House of Cards                    |
| 3        | Olive Kitteridge                  |
| 3        | Orange Is The New Black           |
| 3        | The Affair                        |
| 3        | The Good Wife                     |
| 3        | The Normal Heart                  |
| 2        | American Horror Story: Freak Show |
| 2        | Downton Abbey                     |
| 2        | Girls                             |
| 2        | Jane the Virgin                   |
| 2        | Ray Donovan                       |
| 2        | The Missing                       |
| 2        | Transparent                       |

### Phim truyền hình giành nhiều giải
2: The Affair, Fargo, Transparent